# Викторија (река)
Викторија је река у Северној територији (енгл. Northern Territory), федералној територији северне Аустралије. Дуга је 570 km. Улива се у Тиморско море у заливу Бонапарта. Површина слива износи 78.000 km², а проток воде је 140 m³/s. Пловна је око 160 km.